# Abraham Haskel Taub
Abraham Haskel Taub (Chicago, 1 de fevereiro de 1911 – 9 de agosto de 1999) foi um físico teórico e matemático estadunidense.

## Vida e obra
Taub estudou matemática na Universidade de Chicago (bacharel em 1931) e na Universidade de Princeton, aluno de Howard Percy Robertson, John von Neumann e Oswald Veblen. Obteve um doutorado em 1935, orientado por Howard Percy Robertson, com a tese Quantum Equations in Cosmological Spaces.

## Obras
- Relativistic Rankine-Hugoniot-Equations. In: Physical Review. Volume 74, 1948, p. 328
- com Bleakney: Interaction of Shock Waves. In: Reviews of Modern Physics. Volume 21, 1949, p. 584
- com Bleakney, Fletcher: The Mach reflection of shock waves at nearly glancing incidence. In: Reviews of Modern Physics. Volume 23, 1951, p. 271
- Determination of flows behind stationary and pseudo-stationary shocks. In: Annals of Mathematics. Volume 62, 1955, p. 300-325.
- A general relativistic variational principle for perfect fluids. In: Physical Review. Volume 94, 1954, p. 1468
- Empty space-times admitting a three parameter group of motions. In: Annals of Mathematics. Volume 53, 1951, p. 472-490.
- Stability of general relativistic gaseous masses and variational principles. In: Communications in Mathematical Physics. Bd. 15, 1969, DOI:10.1007/BF01645677, S. 235-254 (PDF; 1,283 MB)
- Relativistic fluid mechanics. In: Annual Review of Fluid Mechanics. Volume 10, 1978
- Relativistic Hydrodynamics. In: A. H. Taub (Hrsg.) Studies in applied mathematics. 1971, p. 235
- com Sidney Fernbach (Hrsg.): Computers and their role in the physical sciences. Gordon and Breach, 1970